# Neues Sydekum

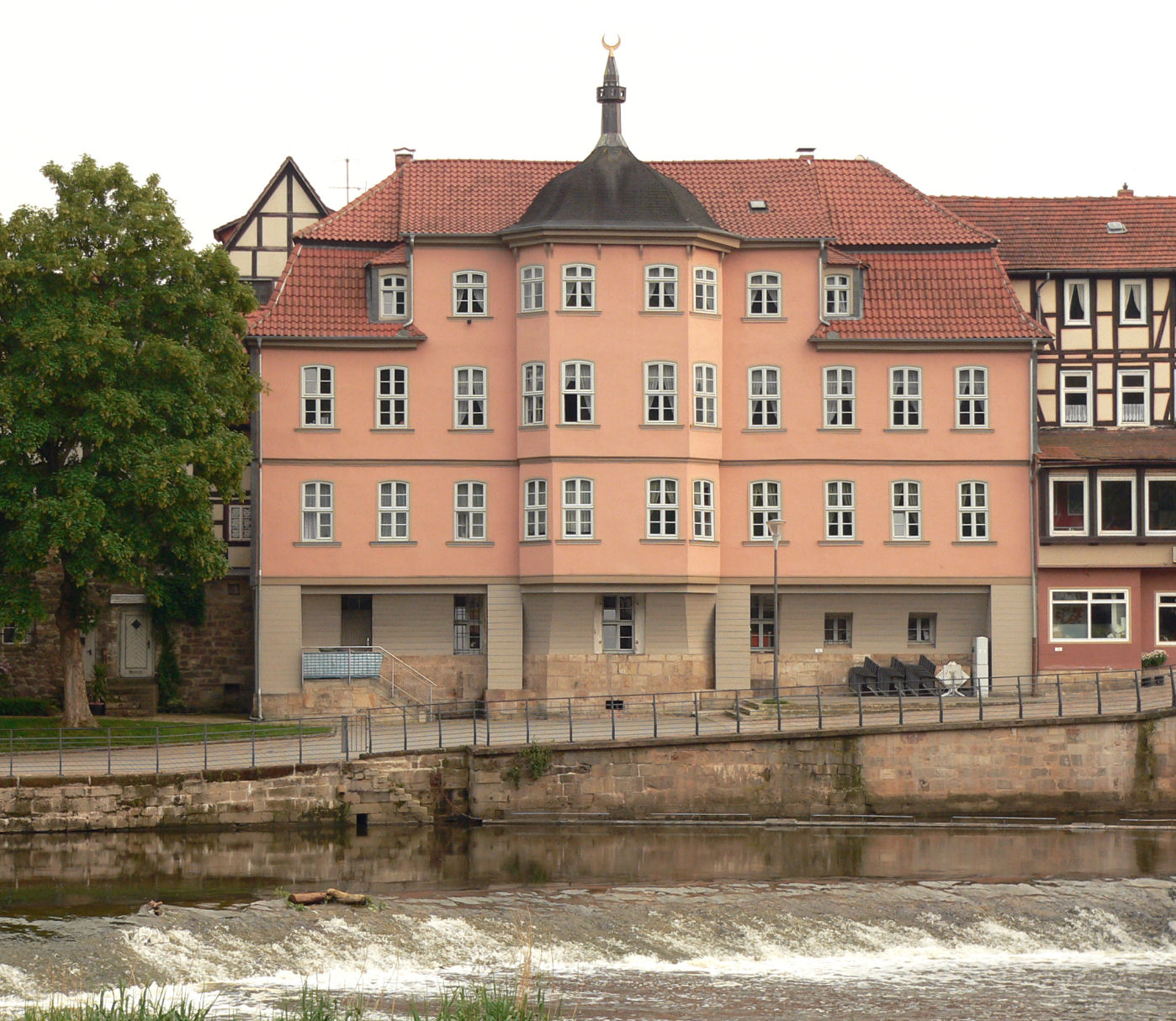
Neues Sydekum, Seite zur Werra

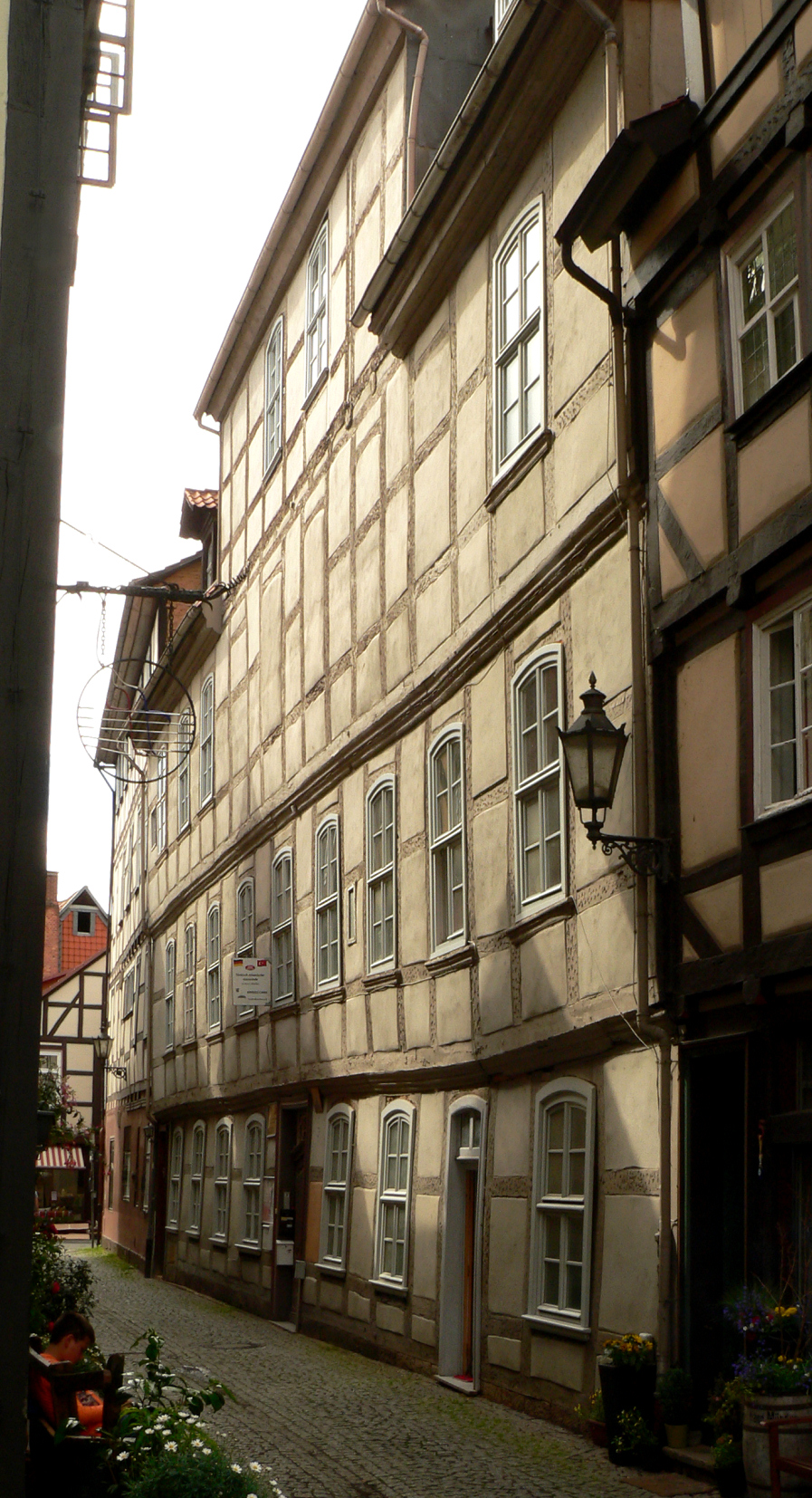
Straßenseite

Das Neue Sydekum ist ein denkmalgeschütztes Bauwerk in der Altstadt von Hann. Münden in Südniedersachsen, das heute als Moschee genutzt wird. Es ist nicht zu verwechseln mit dem Alten Sydekum im Nordwesten der mittelalterlichen Stadtbefestigung Münden. 

## Geschichte
Nach Abriss von vier Wohnhäusern ließ der Gastwirt Andreas Röhrig 1783 auf der Stadtmauer das Neue Sydekum als Hotel errichten. Den Namen „Sydekum“ übernahm er vom Alten Sydekum. Das dreigeschossige Gebäude mit elf Achsen prägt durch seine Lage an der Werra die Uferansicht. Zur Uferseite hin weist der Bau einen sechseckigen Mittelbau auf, der sich aus der Fassade herausschiebt und eine Dachhaube trägt. Zur Straßenseite besitzen die mittleren drei Gebäudeachsen einen mit Giebel überhöhten Risalitbau. 
In seinem Hotel Neues Sydekum ließ der Besitzer Andreas Röhrig Musikkonzerte und Theateraufführungen durchführen. Aus dem Jahr 1815 sind zwei Veranstaltungen überliefert. 1821 gab er das Hotel ab, und 1844 erfolgte ein weiterer Besitzerwechsel. Ab 1849 nutzte ein Bürgerclub unter der Bezeichnung Gesellschaftsverein Sydekum das Gebäude für kulturelle Ereignisse bis zu seiner Auflösung 1917. Ihm gehörten angesehene Persönlichkeiten des Ortes an. Im Gebäudeinneren entstand 1849 ein Ballsaal für Konzerte und Theatervorstellungen mit klassizistischen Formen, an deren Ausmalungen der Maler Adolph Northen beteiligt war. 
Die örtliche Methodistengemeinde hatte das Gebäude seit 1922 als Versammlungsraum genutzt, wurde aber in den 1990er Jahren inaktiv, so dass das Haus im Jahr 2000 durch die muslimische Gemeinde erworben und zu einer Moschee umgestaltet werden konnte – es ist das einzige denkmalgeschützte Moscheengebäude in Niedersachsen.